# Callaetea
Callaetea is een mosdiertjesgeslacht uit de  familie van de Aeteidae en de orde Cheilostomatida

## Soorten
- Callaetea capillaris  (d'Hondt, 1986)
- Callaetea liliacea Winston, 2008